# Павел (Преображенский)
Епископ Павел (в миру Павел Григорьевич Преображенский; 10 [22] августа 1843, Николо-Ухтома, Ярославская губерния — 18 сентября [1 октября] 1911, Киев) — епископ Русской православной церкви, епископ Чигиринский, викарий Киевской епархии.

## Биография
Павел Григорьевич Преображенский родился 10 (22) августа 1843 года в погосте Никольский на Ухтоме Пошехонского уезда в семье священника. Окончил с отличием Ярославскую духовную семинарию.
В 1869 году окончил Киевскую духовную академию со степенью кандидата богословия и назначен исполняющим обязанности секретаря Совета Киевской духовной академии; с 22 февраля 1870 года был помощником инспектора Киевской духовной семинарии. С 27 февраля 1872 года — преподавал той же семинарии греческий язык, затем Священное Писание и Обличительное богословие.
Был рукоположён 22 июля 1883 года во священника Киево-Подольской церкви Св. Николая Доброго. С 20 января 1885 года — благочинный Киево-Подольских церквей; 24 апреля 1888 года возведён в сан протоиерея.
В 1889 году освобождён от службы в духовной семинарии и 25 августа того же года до 1901 года был законоучителем в Киево-Подольской женской гимназии. С 17 апреля 1894 года — член Киевской духовной консистории.
С 1 июля 1900 года — кафедральный протоиерей Киево-Софийского собора. До 1908 года состоял членом многих просветительных и благотворительных обществ.
Овдовев, 20 октября 1908 года был пострижен в монашество, 22 октября возведён в сан архимандрита и назначен управляющим Киевского Златоверхого Михайловского монастыря на правах настоятеля; а 26 октября 1908 года в Свято-Троицком соборе Александро-Невской Лавры был хиротонисан во епископа Чигиринского, первого викария Киевской епархии.
Скончался 18 сентября (1 октября) 1911 года от паралича сердца. Кончина его последовала при таких обстоятельствах: он облачился, чтобы служить панихиду, произнес возглас «Благословен Бог наш» и вдруг зашатался и упал. Похоронен в Михайловском монастыре Киева.
Награжден всеми орденами до ордена Св. Анны 1-й степени (1906) включительно. 